# Microcentrum totonacum
Microcentrum totonacum är en insektsart som först beskrevs av Henri Saussure 1859.  Microcentrum totonacum ingår i släktet Microcentrum och familjen vårtbitare. Inga underarter finns listade i Catalogue of Life.